# Omar de Jesús Mejía Giraldo
Omar de Jesús Mejía Giraldo (El Santuario, Antioquia, 21 de enero de 1966) es un eclesiástico colombiano de la Iglesia católica. Fue designado como obispo de Florencia (Caquetá) el 27 de abril de 2013 y tomó posesión el 13 de julio de 2013. El 13 de julio de 2019, cuando el Papa Francisco eleva a la Diócesis de Florencia a la dignidad de Arquidiócesis, es nombrado como el primer Arzobispo de Florencia.

## Biografía

### Formación y vida sacerdotal
Fue ordenado sacerdote el 16 de noviembre de 1991 y estudió Filosofía y Teología en el seminario mayor nacional Cristo Sacerdote en La Ceja. Se licenció en Filosofía y Ciencias Religiosas en la Universidad Católica de Oriente de Rionegro y en Teología Dogmática en la Pontificia Universidad Gregoriana de Roma.
Desde los primeros años de su ministerio sacerdotal ha ocupado diferentes cargos, entre los que se cuentan el de formador en el Seminario diocesano Nuestra Señora, delegado diocesano para la pastoral juvenil y vocacional, vicario parroquial en la parroquia de Nuestra Señora del Carmen en El Carmen de Viboral y director del departamento para la pastoral en la Universidad Católica de Oriente de Rionegro. Además fue vicerrector del seminario nacional Cristo Sacerdote en la Ceja, ocupando posteriormente el cargo de rector entre 2008 y 2013.

### Episcopado
El 27 de abril de 2013 fue nombrado Obispo de Florencia (Caquetá); el 29 de junio de ese mismo año fue consagrado como obispo por monseñor Fidel León Cadavid Marin y se posesionó oficialmente el 13 de julio siguiente.